# Фагд ібн Абдель Азіз Аль Сауд
Фагд ібн Абдель Азіз Аль Сауд (араб. فهد بن عبد العزيز آل سعود; 1921, Ер-Ріяд, Неджд — 1 серпня 2005, Ер-Ріяд, Саудівська Аравія) — король Саудівської Аравії в 1982–2005 роках.

## Біографія
Один із 37 синів засновника Саудівської Аравії Абделя Азіза ібн Сауда, представник клану Судайрі.
Успадковував трон після смерті свого звідного брата Халіда 13 червня 1982 року, в роки правління якого він, часто заміщав його, у зв'язку із слабким здоров'ям останнього.
27 жовтня 1986 року відмовився від титулу «Його Величність», прийнявши титул «Служитель двох святинь».
Після важкого інсульту 29 листопада 1995 року передав управління країною своєму звідному братові Абдаллі, який успадковував престол після смерті Фагда 1 серпня 2005 року. Король Фагд увійшов до історії тим, що ухвалив в 1992 році Головний Закон Королівства під назвою «Основний низам правління Саудівської Аравії».
Його син, принц Мохаммед, виконує обов'язки губернатором Східної провінції Саудівської Аравії.

## Вшанування пам'яті
- На честь Фагда названий Міст короля Фагда, що зв'язує Саудівську Аравію і Бахрейн.
- На його честь також названа вулиця у Астані.